# Azorian-Projekt

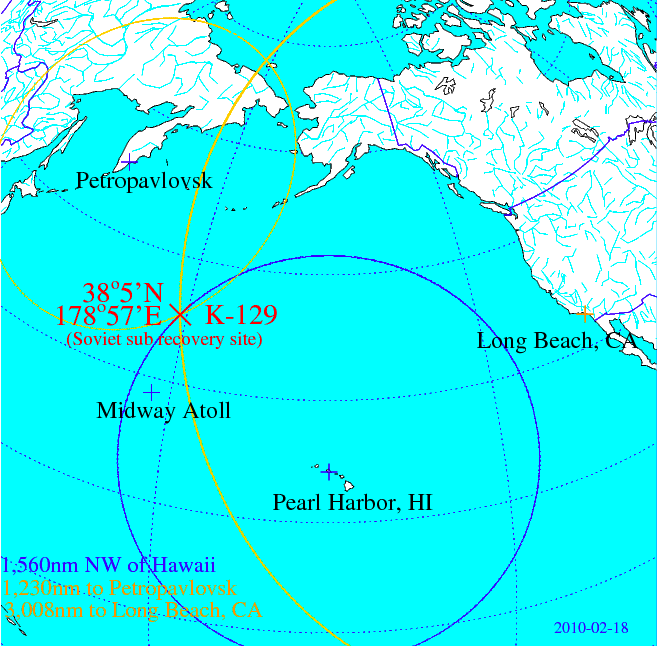
Lage des Wracks

Im Azorian-Projekt (auch bekannt als Teil des Jennifer-Projekts) versuchte die Central Intelligence Agency (CIA) unter strikter Geheimhaltung das gesunkene sowjetische U-Boot K-129 (sowjetische Bezeichnung: PL-574) vom Meeresgrund zu bergen. Bereits kurz nach dem Untergang 1968 begann die CIA mit ersten Planungen, der Bergungsversuch fand 1974 statt.
Das K-129 sank im März 1968 aus unbekannter Ursache im Nordpazifik. Die sowjetische Marine begann eine intensive Suche, nachdem die routinemäßigen Funkmeldungen des U-Bootes an das Hauptquartier der sowjetischen Pazifikflotte ausgeblieben waren, konnte das Boot jedoch nicht finden. Die Vereinigten Staaten hingegen konnten durch das Unterwasser-Lauschsystem SOSUS die Unglücksstelle lokalisieren. Daraufhin begann die CIA mit der Planung, wie das Wrack zu heben sei, um so nähere Informationen über die sowjetischen Nuklearkapazitäten zu erhalten. Als Tarnung sprang der Milliardär Howard Hughes ein, der vorgeblich zum unterseeischen Abbau von Erz ein Schiff, die Hughes Glomar Explorer, bauen ließ. Tatsächlich finanzierte die US-Regierung das Schiff, welches das Wrack in 5000 Metern Tiefe mit einem Greifarm umschließen und an die Wasseroberfläche bringen sollte. 1974 nahm die Glomar Explorer Kurs auf die Unglücksstelle und schaffte es wie geplant, das Wrack zu greifen. Dieses zerbrach jedoch während des Anhebens, so dass nur ein Teil des Bugs geborgen werden konnte.
Bis dahin blieb die gesamte Operation vor der Öffentlichkeit verborgen, erst 1975 gab es erste Zeitungs- und Fernsehberichte. Im März 1975 deckte die New York Times in einem Bericht des Pulitzer-Preisträgers Seymour Hersh schließlich große Teile des Azorian-Projekts auf. Die CIA selbst gab erstmals 2010 umfangreiche Unterlagen über die Operation frei.

## Die letzte Fahrt der K-129

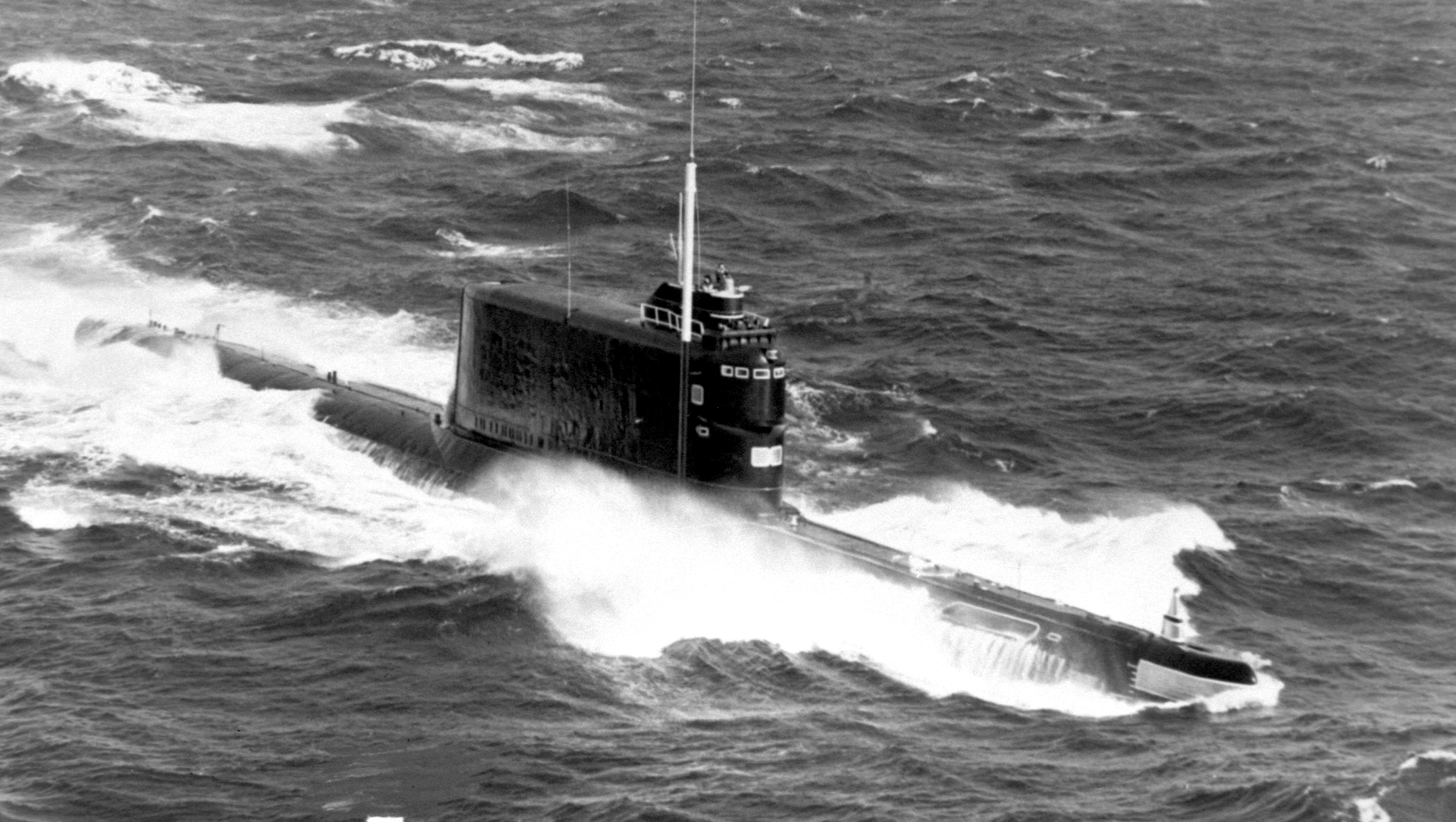
Ein Schwesterschiff der K-129, Projekt 629 (Golf-II-Klasse)

Das K-129 war ein dieselelektrisch angetriebenes U-Boot mit ballistischen Raketen des Projekts 629, die Länge betrug rund 100 Meter, und die Besatzung bestand aus rund 80 Mann. Die Hauptbewaffnung bestand aus drei ballistischen Raketen vom Typ SS-N-5 Serb mit jeweils einem nuklearen Sprengkopf mit einer Sprengkraft von rund einer Megatonne TNT-Äquivalent und einer Reichweite von bis zu 1500 Kilometern. Um die Batterien, die den Elektromotor antrieben, aufzuladen, musste das U-Boot in regelmäßigen Abständen einen Dieselgenerator laufen lassen. Dabei musste es dicht unter die Wasseroberfläche steigen, um über einen Schnorchel Frischluft für den Verbrennungsmotor anzusaugen und die Abgase ablassen zu können.
Aufgabe der K-129 und ihrer Schwesterschiffe war es, im Rahmen der nuklearen Abschreckung mit ihren Raketen im Pazifischen Ozean zu patrouillieren und dabei die Raketen in Reichweite der amerikanischen Westküste zu halten.
K-129 wurde um 1960 in Dienst gestellt, ihre dritte und letzte Patrouillenfahrt begann um den 24. Februar 1968 von ihrem Heimathafen in Petropawlowsk-Kamtschatski aus. Ziel war eine Seeregion nordöstlich von Hawaii. An Bord befanden sich 86 Mann. Während der Tauchfahrt Richtung Patrouillengebiet meldete sich die K-129 jeweils während des Schnorchelns noch einige Male routinemäßig bei ihrem Hauptquartier auf Kamtschatka. Ab März 1968 blieben die Meldungen jedoch aus. In den folgenden Wochen führte die sowjetische Marine eine großangelegte Suche entlang des vorgesehenen Kurses der K-129 durch, konnte das Boot jedoch nicht orten. Die United States Navy jedoch hatte die Ozeane partiell mit festen Lauschstationen durchsetzt, diese bildeten das sogenannte Sound Surveillance System (SOSUS). Mehrere Stationen hatten am 8. März eine Unterwasserexplosion aufgezeichnet, die auf einen Punkt rund 1500 Meilen nordwestlich von Hawaii in der Gegend um 40° N, 180° O bestimmt wurde. Der Meeresgrund befindet sich dort rund 5000 Meter unter der Wasseroberfläche. In Kombination mit dem Wissen über die Suche der sowjetischen Flotte schloss die US Navy, dass die Sowjetunion ein U-Boot verloren haben musste. Der Grund der Havarie ist bis heute unbekannt.

## Verlauf des Azorian-Projekts

### Vorbereitungen

#### Planungen
Die USA hatten einen Vorteil: Sie kannten den Ort, an dem das Wrack des sowjetischen U-Bootes lag, während die Sowjetunion ihre Suche erfolglos beenden musste. Im Verteidigungsministerium und bei der CIA begannen daraufhin Überlegungen, ob es möglich wäre, Teile des Wracks zu heben, um so einen Einblick in den Stand der sowjetischen Marine- und Waffentechnologie zu erhalten. Die erst kurz zuvor zu einem Spionage-U-Boot umgerüstete USS Halibut, ausgerüstet mit Kameras und Unterwasserscheinwerfern, die an Kabeln in die Tiefe herabgelassen werden konnten, wurde zum Ort des Unglücks geschickt. Tatsächlich konnte die Halibut das Wrack lokalisieren und soll bis zu 22.000 Fotos gemacht haben, die bisher nicht veröffentlicht wurden.
Der stellvertretende Verteidigungsminister David Packard kontaktierte daraufhin den Director of Central Intelligence, Richard Helms, und beauftragte die CIA mit der Bildung einer Arbeitsgruppe, die einen Plan zur Bergung des Wracks entwickeln sollte. In der CIA wurden John Foster, Director of Defense Research and Engineering, und Carl Duckett, Deputy Director for Science and Technology, als Koordinatoren eingesetzt. Die operative Leitung der Operation lag bei John Parangosky.
Diese Arbeitsgruppe erarbeitete drei Möglichkeiten, wie das Wrack zu heben sei. Es wurde überlegt, schwere Seilwinden zu benutzen, die das Wrack direkt anheben können. In einem zweiten Szenario sollten schwimmfähige Materialien mit Ballast auf den Meeresgrund gebracht und dort am Wrack befestigt werden. Nachdem der Ballast ausgeklinkt worden wäre, wäre das Wrack wesentlich leichter zu heben. Drittens überlegten die Geheimdienstler, etwa durch Elektrolyse leichte Gase im Wrack zu erzeugen, und so den Auftrieb zu vergrößern. 1970 entschied die CIA sich für den direkten Ansatz, bei dem das Wrack ohne zusätzlichen Auftrieb von einem Schiff an der Wasseroberfläche angehoben werden sollte. Als Tarnung sollte verbreitet werden, dass das Schiff nach Manganerzen suchen und diese vom Meeresgrund abbauen wolle. Ein Executive Committee (ExCom) mit hochrangigen Mitgliedern aus Regierung, Militär und Geheimdiensten genehmigte Ende 1970, mit der Umsetzung dieser Option zu beginnen. Die Mitglieder schätzten die Erfolgschancen der Operation auf 90 %.

#### Politische Diskussion
1971 stand das Azorian-Projekt kurz vor dem Abbruch, als die geplanten Kosten in immer neue Höhen schnellten und verstärkt Unsicherheit aufkam, ob das Konzept funktionieren könne. Zwischen dem ursprünglichen Vorschlag 1970 und August 1971 waren die Kosten um 50 % angestiegen; wie viel Geld veranschlagt wurde, ist nicht bekannt. Medienberichten zufolge sollen die Gesamtkosten 1974 bei rund 500 bis 550 Millionen US-Dollar gelegen haben. Laut anderen Angaben lagen die geschätzten Kosten bei 300 Millionen Dollar, erreichten aber zuletzt ein Budget von 800 Millionen Dollar bei Abschluss. Letztlich wurde der Bau des Schiffes aber noch 1971 freigegeben, da der potentielle Informationsgewinn das Kostenrisiko überwog.
1971 verließ Packard, eine treibende Kraft der Operation, das Verteidigungsministerium, im ExCom wurde er von dem designierten stellvertretenden Verteidigungsminister und ab 1972 als Vizeaußenminister amtierenden Kenneth Rush ersetzt. Dieser stand der Operation weit kritischer gegenüber als sein Vorgänger. Befeuert wurde diese Einschätzung durch Stellungnahmen vom Chief of Naval Operations, Elmo R. Zumwalt, Dr. Hall aus dem Verteidigungsministerium und dem Direktor der Defense Intelligence Agency, Vizeadmiral Vincent P. de Poix. Diese schätzten den geheimdienstlichen Wert des Wracks als weit niedriger ein als dem ExCom zuvor dargelegt. Admiral Thomas H. Moorer, Vorsitzender der Joint Chiefs of Staff, schloss sich dem an.
Daraufhin setzte Rush ein Gremium ein, das neutral eine Wertung über Wert und fiskalische wie operative Risiken der Operation abgeben sollte. Nach einer grundsätzlich positiven Einschätzung entschied Präsident Richard Nixon, das Azorian-Projekt fortzuführen.

#### Hughes Glomar Explorer

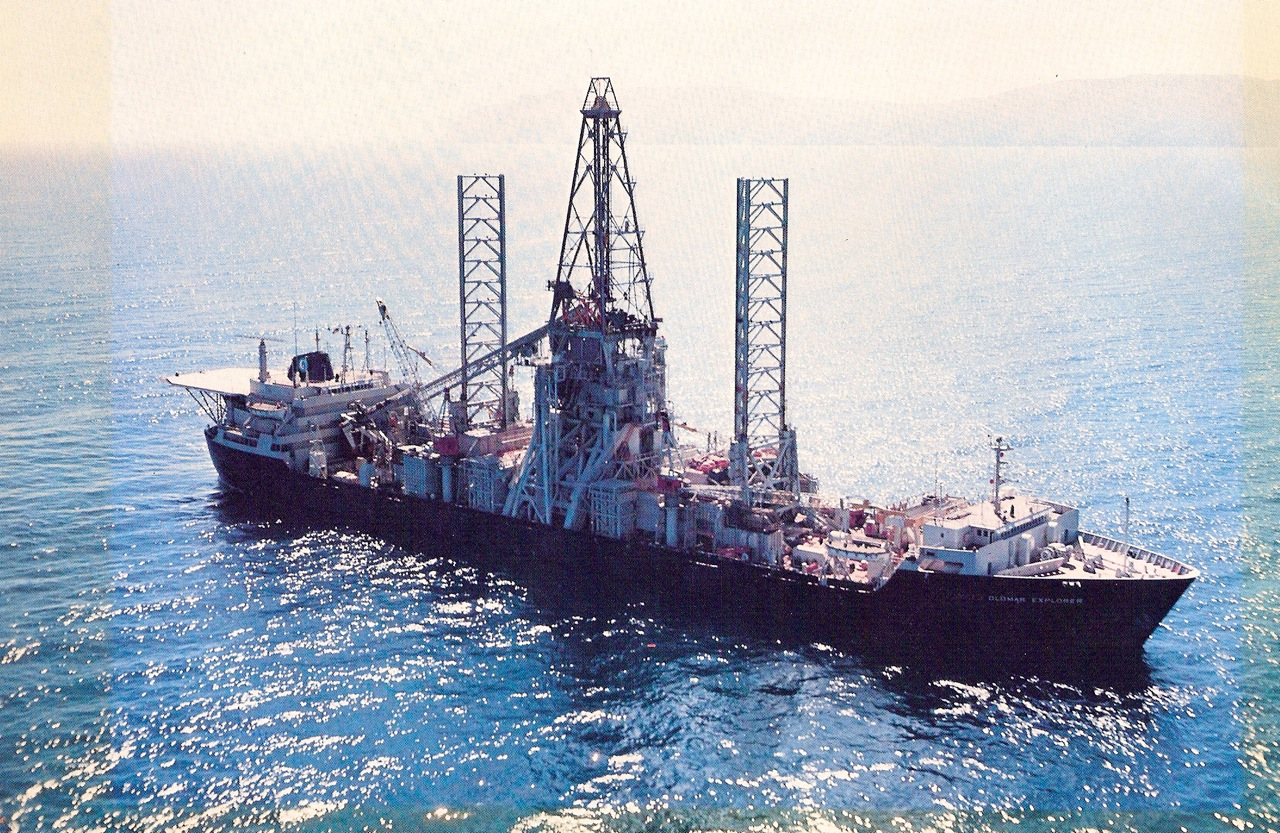
Hughes Glomar Explorer

Um die Geheimhaltung des Azorian-Projekts zu wahren, war die CIA an Howard Hughes herangetreten, dessen Firma Global Marine bereits Schiffe zum Abbau unterseeischer Ressourcen betrieb. Die CIA bat Hughes, als Eigner der geplanten Plattform für die Bergung von K-129 aufzutreten. Hughes willigte ein.
Im April 1971 gab Global Marine bekannt, ein Arbeitsschiff namens Hughes Glomar Explorer bauen zu wollen, um Manganknollen vom Meeresgrund zu sammeln. Bauwerft wurde Sun Shipbuilding in Chester, Pennsylvania. Hauptmerkmal war eine Ladebucht im Schiffsboden, aus der ein rund 50 Meter langer Greifarm zum Meeresgrund hinuntergelassen werden konnte. Er wurde von Gestängen in Position gehalten, die über einen rund 80 Meter hohen Förderturm eingefädelt werden mussten. An Bord befanden sich 600 rund neun Meter lange Teile des Gestänges. Die beiden neben dem Förderturm stehenden Gittertürme hielten den Greifarm unter dem Schiff fest. Die Seilwinden waren dafür ausgelegt, die rund 7000 Tonnen des Gewichts von K-129, der Gestänge und des Greifarms zu heben. Über fünf Strahlruder konnte ein Computer das gesamte Schiff exakt über auf dem Meeresgrund ausgesetzten Sonartranspondern halten. Allein die Glomar Explorer soll nach Schätzungen 350 Millionen Dollar gekostet haben. Die Besatzung bestand aus rund 170 Mann.
Am 9. November 1972 lief das Schiff vom Stapel, nach Erprobungsfahrten verließ die Glomar Explorer die Werft im April 1973. In der zivilen Werft war die Klaue zur U-Boot-Bergung noch nicht eingerüstet worden. Der Greifarm in seiner Größe hätte unmöglich für die Bergung von Manganknollen verwendet werden können und hätte so die Tarnung gefährdet. Nach weiteren Tests vor den Bermudas begann im August die Fahrt in den Pazifik. An Bord befanden sich 96 Mann, davon gehörten 47 zur regulären Besatzung, die auch für die spätere Operation vorgesehen war. Die restlichen 49 waren Angestellte von Global Marine und waren nur für die Überführung an Bord. Die Glomar Explorer durchquerte die Magellanstraße und erreichte den Pazifik, wo sie in einem 60-Knoten-Sturm Wellen bis zu acht Metern abreiten musste. Zur Versorgung ankerte die Glomar Explorer am 12. September in Valparaíso, Chile. So lag das Schiff während des Putsches in Chile dort im Hafen, konnte aber am 13. September bereits wieder ablegen. Am 30. September erreichte es Long Beach, Kalifornien.
Dort wurde die Ausrüstung installiert, die speziell für die U-Boot-Bergung benötigt wurde, darunter Anlagen für Dekontaminierung, Aufbereitung und Trocknung von Papier wie etwa Handbüchern und Codetabellen. Die Ausrüstung der Glomar Explorer wurde Ende 1973 durch einen Streik der Marine Engineers Beneficial Association unterbrochen, wodurch Testfahrten mit den neuen Geräten auf Ende Januar 1974 verschoben werden mussten. Das gefährdete den gesamten Zeitplan, da die Hughes Glomar Explorer bis Juni auslaufen musste, um das ruhige Wetterfenster von Juli bis September abzupassen. Im Januar konnten die Testfahrten jedoch fortgesetzt werden. In den folgenden Wochen nahm die Glomar Explorer dann auch den Greifarm auf. Für dieses Manöver wurde ein extra konstruierter tauchfähiger Leichter verwendet, die Hughes Mining Barge. Diese wurde mit dem Greifarm an Bord abgetaucht, die Glomar Explorer manövrierte über sie, senkte die beiden Gittermasten ab und zog den Greifarm durch das geöffnete Dach des Leichters in die Ladeluke.
Nachdem die Testfahrten erfolgreich verlaufen waren, genehmigte Nixon am 7. Juni die Operation, allerdings durfte die Bergung des U-Bootes erst nach seiner Rückkehr von Abrüstungsgesprächen mit der Sowjetunion in Moskau am 3. Juli beginnen. An Bord befanden sich rund 170 Mann, die von der CIA engagiert worden waren. Rund 40 davon waren etwa von Ölbohrplattformen rekrutiert worden, um das Bohrgestänge zu bedienen.

### Durchführung der Operation
Am 20. Juni 1974 lief die Glomar Explorer aus Long Beach aus und erreichte am 4. Juli nach einer Reise von 5570 km (3008 Seemeilen) die Untergangsstelle der K-129. Hoher Wellengang durch den Taifun Gilda verzögerte die Bergung, außerdem lag am 13. und 14. Juli das britische Handelsschiff Bel Hudson nahe der Glomar Explorer. Bei einem Seemann der Bel Hudson wurde ein Verdacht auf Herzinfarkt diagnostiziert; da die Glomar Explorer ein ausgestattetes Lazarett besaß, übernahm und behandelte sie den Seemann. Während dieser an Bord war, mussten sämtliche Bergungsaktivitäten eingestellt werden. Am 15. Juli brachte Tropensturm Harriet wieder schlechteres Wetter. Ab dem 18. Juli wurde die Bergeoperation durch die sowjetische Marine beobachtet, zuerst durch die Chazhma, die für die Beobachtung und Auswertung von Raketentests ausgerüstet war. Da sie einen Helikopter mitführte, blockierte die Besatzung der Glomar Explorer alle Freiflächen mit Kisten, um eine Landung zu verhindern. Nachdem die Chazhma rund zehn Stunden in einer Entfernung von einer bis zwei Meilen verweilt hatte, startete der Bordhelikopter mehrere Überflüge und fotografierte die Glomar Explorer. Daraufhin fragte die Chazhma über Funk nach der Mission der Glomar Explorer. Zur Antwort bekam sie die Information, dass diese Versuche zum Abbau von Erzen vom Meeresgrund durchführe; das sowjetische Schiff verließ dann die Gegend Richtung Kamtschatka.
Am 20. Juli, in ruhigerem Wasser und unbeobachtet, begann die Besatzung schließlich, den Greifarm abzusenken. Zwei Tage später bezog der sowjetische Hochseeschlepper SB-10 Position nahe der Glomar Explorer und fuhr im weiteren Verlauf in nur wenigen hundert Metern Abstand neben der Glomar Explorer auf und ab. Am 26. Juli hatte der Greifarm erstmals Sonarkontakt zum Meeresgrund. Das Absenken musste jedoch aufgrund technischer Probleme mit dem Mechanismus, der die Gestänge im Bohrturm aneinander reihte, immer wieder unterbrochen werden.
Am 1. August wurde schließlich der Greifarm um das Wrack von K-129 geschlossen, das Anheben konnte beginnen. Über unverschlüsselten Funk teilte die Glomar Explorer daraufhin mit, dass der Greifarm zur Bergung der Manganknollen beschädigt worden sei, zur Überprüfung sollte die Marinebasis auf den Midwayinseln angelaufen werden. So wollte die CIA erklären, warum das zivile Schiff eine Marinebasis anläuft. Jedoch gab es Probleme mit dem Anheben der Last, die Hydraulikpumpen versagten teilweise. Während des Aufstieges brach ein Teil des Greifarms ab, und mit ihm glitt ein Großteil des Wracks ebenfalls wieder auf den Meeresgrund. Was von der Glomar Explorer geborgen wurde, wurde bisher nicht offiziell bekannt gegeben. Medienberichten zufolge wurden der Bug des Bootes unter anderem mit zwei Torpedos mit nuklearem Sprengkopf, nicht aber die Atomraketen geborgen. Außerdem wurden die Leichen von sechs sowjetischen Seeleuten geborgen. Sie wurden im September 1974 in einer Seebestattung beigesetzt.
Um den 9. August war der Rest des Wracks im Rumpf des Bootes in Sicherheit gebracht, kurz nachdem der sowjetische Schlepper SB-10, der in den Tagen zuvor auf wenige Meter an die Glomar Explorer herangefahren war, das Gebiet verlassen hatte. Bei einer ersten Untersuchung stellte die Mannschaft der Glomar Explorer fest, dass das Wrack mit Plutoniumhydroxid kontaminiert war. Dieses stammte aus der Detonation einer der Treibladungen von einem oder beiden nuklearen Torpedos an Bord der K-129, wodurch die Sprengköpfe beschädigt worden waren. Die Glomar Explorer begann wie geplant die Fahrt nach Midway, änderte aber am 11. August den Kurs gen Hawaii, wo sie am 16. August ankam. Was mit den geborgenen Wrackteilen der K-129 geschah, ist bisher nicht öffentlich bekannt. Geplant war, sie an die Hughes Mining Barge abzugeben.
Später im selben Jahr fertigte die Seawolf weitere Fotos vom Unglücksort an, auf denen ersichtlich wurde, dass das Wrack auseinandergebrochen war, die Trümmer lagen in großem Umkreis zerstreut. Ein neuerlicher Bergungsversuch mit dem Greifarm der Glomar Explorer kam somit nicht in Frage.

## Juristische Bewertung
Die K-129 ist seevölkerrechtlich gesehen auf Hoher See gesunken; dieses Gebiet unterliegt keiner Souveränität. Die zwei relevanten Punkte bezüglich der Rechtmäßigkeit des Azorian-Projekts sind daher der besondere Schutz von Kriegsschiffen vor Bergung durch einen fremden Staat und das Konzept der Aufgabe des Wracks durch den Staat, unter dessen Flagge das Wrack gefahren ist.
Kriegsschiffe sind auf hoher See rechtlich vollkommen und ohne Ausnahme vor dem Zugriff durch Fremdstaaten geschützt. Es kann allerdings auch formal argumentiert werden, dass die K-129 als Wrack kein Kriegsschiff mehr ist und daher auch keinen besonderen Schutz genießt. Möglicherweise war es aber trotzdem weiterhin im Eigentum der Sowjetunion, so dass das Wrack trotzdem unter gesetzlichem Schutz stand. Diese Sicht vertraten die Vereinigten Staaten unter anderem bei der Panay und einem in Port of Spain gesunkenen Frachter. Im letzten Fall vertrat die US-Regierung die Ansicht, dass das Recht an Fracht oder Rumpf eines unter US-Flagge gesunkenen Schiffes bei den Vereinigten Staaten liegt, solange dieses nicht transferiert oder aufgegeben wurde. Demnach unterliegt ein von der öffentlichen Hand besessenes Schiff besonderem Schutz, auch ohne dass auf den Status als Kriegsschiff zurückgegriffen werden muss.
Entsprechend wichtig ist die Frage, ob die Sowjetunion ihr Recht an dem Wrack nachhaltig aufgegeben hatte. Auf den ersten Blick kann dies zutreffen, da die Sowjetunion den Standort des Wracks nicht kannte und zum Zeitpunkt der Bergung seit mehr als sechs Jahren nicht danach gesucht hatte. In diesem Fall würde das Eigentum an dem Wrack auf denjenigen übergehen, der die Bergung des aufgegebenen Objekts durchführt. Allerdings ist die generelle Position der US-Regierung wie auch der Sowjetunion, dass Eigentum an einem staatlichen Objekt nur explizit aufgegeben werden kann, nicht jedoch, wie in diesem Fall, etwa durch Unterlassen der Suche nach dem Wrack. Dies gilt in jedem Fall, solange erkennbar ist, dass das Wrack einem fremden Staat gehört hat.
Wenn also das Wrack nicht als aufgegeben angesehen werden konnte, dann konnte die Bergung durch die Glomar Explorer nicht rechtmäßig geschehen; das geborgene Wrack wäre also nicht im Eigentum der Vereinigten Staaten. Als weiteren Hinweis für die Illegitimität der Operation sieht Alfred P. Rubin im American Journal of International Law, dass die USA ihre Absicht tarnten. Wären sie der Ansicht gewesen, die Bergung sei rechtmäßig möglich, wäre das Wrack mit Beginn der Bergung in ihr Eigentum übergegangen, so dass eine Tarnung – zumindest rechtlich betrachtet – unnötig gewesen wäre.

## Veröffentlichung

### Aufdeckung der Operation
Die gesamte Vorbereitung des Azorian-Projekts blieb der Öffentlichkeit verborgen. Bereits während des Baus gab Hughes den vorgeblichen Zweck des Schiffes bekannt, und tatsächlich berichteten amerikanische Zeitungen im Laufe der Jahre mehrmals über das Erzabbau-Schiff Glomar Explorer. The Honolulu Advertiser brachte am 16. August 1974, als es mit dem Wrack vor Hawaii ankam, eine Titelgeschichte über das Schiff und seinen unterseeischen Erzabbau. Bereits im Herbst 1973 jedoch hatte Seymour Hersh von der New York Times vage vom Azorian-Projekt erfahren. CIA-Direktor William Egan Colby bat die Redaktion und Hersh selbst schnell, die Nachforschungen und mögliche Veröffentlichungen aus Gründen der nationalen Sicherheit zu beenden. Nach einer Redaktionskonferenz wurde entschieden, keine weiteren Nachforschungen anzustellen. Hersh konzentrierte sich stattdessen auf die Watergate-Affäre.
Im Juni 1974 wurde jedoch in ein Lagerhaus von Hughes in Los Angeles, Kalifornien, eingebrochen. Bei diesem Einbruch wurden auch Dokumente über das Azorian-Projekt entwendet. Durch die folgenden Ermittlungen wurde die Los Angeles Times aufmerksam. Am 7. Februar 1975 veröffentlichte die Zeitung unter der Überschrift „U.S. Reported after Russ Sub“ einen Artikel, in dem erste Fakten, teilweise aber auch Fehler wie die Verlagerung der Operation in den Atlantik, zu lesen waren. Zwar griff die CIA auch hier ein, und die Redaktion versicherte, die Geschichte in noch nicht gedruckten Ausgaben auf die Seite 18 zu verschieben, aber zu verhindern war die Publikation nicht mehr. Trotzdem gelang es Colby in den nächsten Wochen, weitere Veröffentlichungen zu unterdrücken. Am 18. März ging schließlich Jack Anderson mit der Geschichte vom Azorian-Projekt landesweit ins Radio und Fernsehen, einen Tag später titelte Hersh in der New York Times „C.I.A. Salvage Ship Brought Up Part of Soviet Sub Lost in 1968, Failed to Raise Atom Missiles“. In diesem Artikel legte die Times neben der Bergung auch ausführlich die Umstände ihrer Recherche und Selbstzensur dar.
Von Seiten der Sowjetunion ist keine Reaktion auf die Veröffentlichungen bekannt.

### Folgende Veröffentlichungen
1975 stellte die Journalistin Harriet Ann Phillippi den Antrag, von der CIA alle Akten über die Versuche, Medienberichte zurückzuhalten, ausgehändigt zu bekommen. Diese Anfrage stützte sie auf den Freedom of Information Act (FOIA). Die CIA antwortete ihr, die Existenz solcher Akten könne weder bestätigt noch dementiert werden, und gab entsprechend nichts frei. Dagegen klagte Phillippi, verlor jedoch erstinstanzlich. Vor dem United States Court of Appeals in Washington, D.C. konnte sie zwar erreichen, dass die Verhandlung zurück an den District Court ging (Phillippi v. Central Intelligence Agency, 546 F.2d 1009, 1013 (D.C. Cir. 1976)); das Gericht konzedierte der CIA jedoch, dass es rechtlich möglich sei, die Existenz einer Information weder zu bestätigen noch zu dementieren. Diese Form der Antwort auf eine FOIA-Anfrage wird daher in den USA als Glomar response (Glomar-Antwort) oder Glomarization bezeichnet.

### Veröffentlichungen der US-Behörden
2003 gab die CIA über eine Anfrage im Rahmen des Freedom of Information Act ein rund 14-minütiges Video frei, das die Seebestattung der im Wrack gefundenen sechs Leichen vom 4. September 1974 zeigt. Drei Seeleute konnten namentlich identifiziert werden, drei weitere wurden anonym beigesetzt. Nach einem unter der US-amerikanischen National- sowie der sowjetischen Seekriegsflagge auf Englisch und Russisch gehaltenen Gottesdienst wurden die Körper über Bord der Glomar Explorer gegeben und im Pazifik bestattet. Das Video wurde der russischen Regierung 1992 übergeben.
Ebenfalls über den FOIA gelangten im Februar 2010 erstmals ausführliche Dokumente an die Öffentlichkeit. Auf Antrag des National Security Archive gab die CIA einen 1985 veröffentlichten, 50-seitigen Artikel aus ihrem internen Magazin Studies in Intelligence frei. Dieser ist jedoch noch immer stark zensiert, rund ein Drittel des Inhalts ist geschwärzt worden; auch der Name des Autors blieb geheim. Unter den nicht freigegebenen Inhalten sind sämtliche Erwähnungen der Kosten des Projekts sowie alles bezüglich der gehobenen Teile der K-129. Dafür wurde der offizielle Name der Operation mit „Azorian-Projekt“ angegeben. Bisherige Veröffentlichungen gingen vom Namen „Jennifer-Projekt“ aus. Jennifer war allerdings nur der Name eines internen Sicherheitssystems, das für die Operation eingeführt wurde.

### Kritik an der Zurückhaltung durch die Presse
Die Enthüllungen im Jahr 1975 wurden aus medialer Sicht kritisch bewertet. Während CIA-Direktor William Colby die Verschwiegenheit der Presse als „großen Tribut des [amerikanischen] Journalismus“ betrachtete, war es zugleich für andere eine Verhöhnung des 1. Zusatzartikels zur Verfassung der Vereinigten Staaten. 1977 setzte sich der Kolumnist Anthony Lewis in der Times als Nachbetrachtung mit der Selbstzensur auseinander und beschied dem Journalismus: „Nach diesen Papieren wird es schwieriger für Journalisten, an ihr Selbstbild zu glauben, als harte skeptische Nummer, immun gegen Anbiederung an die Regierung“. Die Zeitschrift Rolling Stone klagte gegen die CIA auf Herausgabe der Transkripte zu Gesprächen zwischen Colby und Verlegern.